# Hopman Cup 2012
La Hopman Cup 2012 è stata la 24ª edizione della Hopman Cup, torneo di tennis riservato a squadre miste. Vi hanno partecipato 8 squadre di tutti i continenti e si è disputa al Burswood Entertainment Complex di Perth in Australia, dal 31 dicembre 2011 al 7 gennaio 2012.
Gli Stati Uniti erano i detentori del titolo che è stato vinto dalla Repubblica Ceca.

## Squadre e teste di serie
1. Rep. Ceca – Petra Kvitová / Tomáš Berdych (campioni)
2. Francia – Marion Bartoli / Richard Gasquet (finale)

1. Spagna – Anabel Medina Garrigues / Fernando Verdasco (round robin)
2. Stati Uniti – Bethanie Mattek-Sands / Mardy Fish (round robin)

## Gruppo A

### Classifica
| Posizione | Nazione     | V | S | Incontri | Set   |
| --------- | ----------- | - | - | -------- | ----- |
| 1         | Rep. Ceca   | 3 | 0 | 7-1      | 15-4  |
| 2         | Bulgaria    | 2 | 1 | 5-4      | 11-10 |
| 3         | Danimarca   | 1 | 2 | 3-5      | 9-11  |
| 4         | Stati Uniti | 0 | 3 | 2-7      | 4-14  |

### Repubblica Ceca vs. Bulgaria
| Rep. Ceca 2 | Burswood Entertainment Complex, Perth 2 gennaio, 2012, 09:30 AWST (UTC+8) Cemento indoor | Burswood Entertainment Complex, Perth 2 gennaio, 2012, 09:30 AWST (UTC+8) Cemento indoor | Bulgaria 1 |      |          |  |
| \| \| \| \| 1 \| 2 \| 3 \| \| \| - \| \| ----------------------------------------------------------------- \| --- \| ---- \| -------- \| \| \| 1 \| \| Petra Kvitová Cvetana Pironkova \| 6 4 \| 6 2 \| \| \| \| 2 \| \| Tomáš Berdych Grigor Dimitrov \| 6 4 \| 69 7 \| 6 3 \| \| \| 3 \| \| Petra Kvitová / Tomáš Berdych Cvetana Pironkova / Grigor Dimitrov \| 6 2 \| 3 6 \| [9] [11] \| \| |                                                                                          |                                                                                          |            |      |          |  |
| |                                                                                          |                                                                                          | 1          | 2    | 3        |  |
| 1 | Rep. Ceca (bandiera) · Bulgaria (bandiera)                                               | Petra Kvitová Cvetana Pironkova                                                          | 6 4        | 6 2  |          |  |
| 2 | Rep. Ceca (bandiera) · Bulgaria (bandiera)                                               | Tomáš Berdych Grigor Dimitrov                                                            | 6 4        | 69 7 | 6 3      |  |
| 3 | Rep. Ceca (bandiera) · Bulgaria (bandiera)                                               | Petra Kvitová / Tomáš Berdych Cvetana Pironkova / Grigor Dimitrov                        | 6 2        | 3 6  | [9] [11] |  |

### Stati Uniti vs. Danimarca
| Stati Uniti 1 | Burswood Entertainment Complex, Perth 2 gennaio, 2012, 17:00 AWST (UTC+8) Cemento indoor | Burswood Entertainment Complex, Perth 2 gennaio, 2012, 17:00 AWST (UTC+8) Cemento indoor | Danimarca 2 |      |     |  |
| \| \| \| \| 1 \| 2 \| 3 \| \| \| - \| \| ------------------------------------------------------------------------ \| ---- \| ---- \| --- \| \| \| 1 \| \| Bethanie Mattek-Sands Caroline Wozniacki \| 65 7 \| 2 6 \| \| \| \| 2 \| \| Mardy Fish Frederik Nielsen \| 4 6 \| 7 65 \| 6 4 \| \| \| 3 \| \| Bethanie Mattek-Sands / Mardy Fish Caroline Wozniacki / Frederik Nielsen \| 5 7 \| 3 6 \| \| \| |                                                                                          |                                                                                          |             |      |     |  |
| |                                                                                          |                                                                                          | 1           | 2    | 3   |  |
| 1 | Stati Uniti (bandiera) · Danimarca (bandiera)                                            | Bethanie Mattek-Sands Caroline Wozniacki                                                 | 65 7        | 2 6  |     |  |
| 2 | Stati Uniti (bandiera) · Danimarca (bandiera)                                            | Mardy Fish Frederik Nielsen                                                              | 4 6         | 7 65 | 6 4 |  |
| 3 | Stati Uniti (bandiera) · Danimarca (bandiera)                                            | Bethanie Mattek-Sands / Mardy Fish Caroline Wozniacki / Frederik Nielsen                 | 5 7         | 3 6  |     |  |

### Danimarca vs. Bulgaria
| Danimarca 1 | Burswood Entertainment Complex, Perth 4 gennaio, 2012, 9:30 AWST (UTC+8) Cemento indoor | Burswood Entertainment Complex, Perth 4 gennaio, 2012, 9:30 AWST (UTC+8) Cemento indoor | Bulgaria 2 |     |          |  |
| \| \| \| \| 1 \| 2 \| 3 \| \| \| - \| \| ------------------------------------------------------------------------- \| ---- \| --- \| -------- \| \| \| 1 \| \| Caroline Wozniacki Cvetana Pironkova \| 7 5 \| 4 6 \| 6 2 \| \| \| 2 \| \| Frederik Nielsen Grigor Dimitrov \| 65 7 \| 2 6 \| \| \| \| 3 \| \| Caroline Wozniacki / Frederik Nielsen Cvetana Pironkova / Grigor Dimitrov \| 6 3 \| 4 6 \| [1] [10] \| \| |                                                                                         |                                                                                         |            |     |          |  |
| |                                                                                         |                                                                                         | 1          | 2   | 3        |  |
| 1 | Danimarca (bandiera) · Bulgaria (bandiera)                                              | Caroline Wozniacki Cvetana Pironkova                                                    | 7 5        | 4 6 | 6 2      |  |
| 2 | Danimarca (bandiera) · Bulgaria (bandiera)                                              | Frederik Nielsen Grigor Dimitrov                                                        | 65 7       | 2 6 |          |  |
| 3 | Danimarca (bandiera) · Bulgaria (bandiera)                                              | Caroline Wozniacki / Frederik Nielsen Cvetana Pironkova / Grigor Dimitrov               | 6 3        | 4 6 | [1] [10] |  |

### Repubblica Ceca vs. Stati Uniti
| Rep. Ceca 3 | Burswood Entertainment Complex, Perth 4 gennaio, 2012, 17:00 AWST (UTC+8) Cemento indoor | Burswood Entertainment Complex, Perth 4 gennaio, 2012, 17:00 AWST (UTC+8) Cemento indoor | Stati Uniti 0 |     |   |  |
| \| \| \| \| 1 \| 2 \| 3 \| \| \| - \| \| ---------------------------------------------------------------- \| --- \| --- \| - \| \| \| 1 \| \| Petra Kvitová Bethanie Mattek-Sands \| 6 2 \| 6 1 \| \| \| \| 2 \| \| Tomáš Berdych Mardy Fish \| 6 3 \| 6 3 \| \| \| \| 3 \| \| Petra Kvitová / Tomáš Berdych Bethanie Mattek-Sands / Mardy Fish \| 6 3 \| 7 5 \| \| \| |                                                                                          |                                                                                          |               |     |   |  |
| |                                                                                          |                                                                                          | 1             | 2   | 3 |  |
| 1 | Rep. Ceca (bandiera) · Stati Uniti (bandiera)                                            | Petra Kvitová Bethanie Mattek-Sands                                                      | 6 2           | 6 1 |   |  |
| 2 | Rep. Ceca (bandiera) · Stati Uniti (bandiera)                                            | Tomáš Berdych Mardy Fish                                                                 | 6 3           | 6 3 |   |  |
| 3 | Rep. Ceca (bandiera) · Stati Uniti (bandiera)                                            | Petra Kvitová / Tomáš Berdych Bethanie Mattek-Sands / Mardy Fish                         | 6 3           | 7 5 |   |  |

### Repubblica Ceca vs. Danimarca
| Rep. Ceca 2 | Burswood Entertainment Complex, Perth 6 gennaio, 2012, 13:00 AWST (UTC+8) Cemento indoor | Burswood Entertainment Complex, Perth 6 gennaio, 2012, 13:00 AWST (UTC+8) Cemento indoor | Danimarca 0 |     |     |             |
| \| \| \| \| 1 \| 2 \| 3 \| \| \| - \| \| ------------------------------------------------------------------- \| ---- \| --- \| --- \| ----------- \| \| 1 \| \| Petra Kvitová Caroline Wozniacki \| 7 65 \| 3 6 \| 6 4 \| \| \| 2 \| \| Tomáš Berdych Frederik Nielsen \| 6 1 \| 6 3 \| \| \| \| 3 \| \| Petra Kvitová / Tomáš Berdych Caroline Wozniacki / Frederik Nielsen \| \| \| \| non giocato \| |                                                                                          |                                                                                          |             |     |     |             |
| |                                                                                          |                                                                                          | 1           | 2   | 3   |             |
| 1 | Rep. Ceca (bandiera) · Danimarca (bandiera)                                              | Petra Kvitová Caroline Wozniacki                                                         | 7 65        | 3 6 | 6 4 |             |
| 2 | Rep. Ceca (bandiera) · Danimarca (bandiera)                                              | Tomáš Berdych Frederik Nielsen                                                           | 6 1         | 6 3 |     |             |
| 3 | Rep. Ceca (bandiera) · Danimarca (bandiera)                                              | Petra Kvitová / Tomáš Berdych Caroline Wozniacki / Frederik Nielsen                      |             |     |     | non giocato |

### Stati Uniti vs. Bulgaria
| Stati Uniti 1 | Burswood Entertainment Complex, Perth 6 gennaio, 2012, 13:00 AWST (UTC+8) Cemento indoor | Burswood Entertainment Complex, Perth 6 gennaio, 2012, 13:00 AWST (UTC+8) Cemento indoor | Bulgaria 2 |     |   |  |
| \| \| \| \| 1 \| 2 \| 3 \| \| \| - \| \| ---------------------------------------------------------------------- \| --- \| --- \| - \| \| \| 1 \| \| Bethanie Mattek-Sands Cvetana Pironkova \| 6 4 \| 6 4 \| \| \| \| 2 \| \| Mardy Fish Grigor Dimitrov \| 2 6 \| 1 6 \| \| \| \| 3 \| \| Bethanie Mattek-Sands / Mardy Fish Cvetana Pironkova / Grigor Dimitrov \| 5 8 \| \| \| \| |                                                                                          |                                                                                          |            |     |   |  |
| |                                                                                          |                                                                                          | 1          | 2   | 3 |  |
| 1 | Stati Uniti (bandiera) · Bulgaria (bandiera)                                             | Bethanie Mattek-Sands Cvetana Pironkova                                                  | 6 4        | 6 4 |   |  |
| 2 | Stati Uniti (bandiera) · Bulgaria (bandiera)                                             | Mardy Fish Grigor Dimitrov                                                               | 2 6        | 1 6 |   |  |
| 3 | Stati Uniti (bandiera) · Bulgaria (bandiera)                                             | Bethanie Mattek-Sands / Mardy Fish Cvetana Pironkova / Grigor Dimitrov                   | 5 8        |     |   |  |

## Gruppo B

### Classifica
| Posizione | Nazione   | V | S | Incontri | Set  |
| --------- | --------- | - | - | -------- | ---- |
| 1         | Francia   | 3 | 0 | 7-1      | 15-3 |
| 2         | Spagna    | 2 | 1 | 4-4      | 9-10 |
| 3         | Australia | 1 | 2 | 3-6      | 8-13 |
| 4         | Cina      | 0 | 3 | 3-6      | 6-12 |

### Francia vs. Cina
| Francia 2 | Burswood Entertainment Complex, Perth 31 dicembre, 2011, 9:30 AWST (UTC+8) Cemento indoor | Burswood Entertainment Complex, Perth 31 dicembre, 2011, 9:30 AWST (UTC+8) Cemento indoor | Cina 1 |     |     |  |
| \| \| \| \| 1 \| 2 \| 3 \| \| \| - \| \| ---------------------------------------------- \| --- \| --- \| --- \| \| \| 1 \| \| Marion Bartoli Li Na \| 6 2 \| 2 6 \| 4 6 \| \| \| 2 \| \| Richard Gasquet Wu Di \| 6 1 \| 6 3 \| \| \| \| 3 \| \| Marion Bartoli / Richard Gasquet Li Na / Wu Di \| 6 1 \| 6 1 \| \| \| |                                                                                           |                                                                                           |        |     |     |  |
| |                                                                                           |                                                                                           | 1      | 2   | 3   |  |
| 1 | Francia (bandiera) · Cina (bandiera)                                                      | Marion Bartoli Li Na                                                                      | 6 2    | 2 6 | 4 6 |  |
| 2 | Francia (bandiera) · Cina (bandiera)                                                      | Richard Gasquet Wu Di                                                                     | 6 1    | 6 3 |     |  |
| 3 | Francia (bandiera) · Cina (bandiera)                                                      | Marion Bartoli / Richard Gasquet Li Na / Wu Di                                            | 6 1    | 6 1 |     |  |

### Australia vs. Spagna
| Australia 1 | Burswood Entertainment Complex, Perth 1º gennaio, 2012, 15:00 AWST (UTC+8) Cemento indoor | Burswood Entertainment Complex, Perth 1º gennaio, 2012, 15:00 AWST (UTC+8) Cemento indoor | Spagna 2 |     |          |  |
| \| \| \| \| 1 \| 2 \| 3 \| \| \| - \| \| ------------------------------------------------------------------------------ \| --- \| --- \| -------- \| \| \| 1 \| \| Jarmila Gajdošová Anabel Medina Garrigues \| 6 3 \| 3 6 \| 6 3 \| \| \| 2 \| \| Lleyton Hewitt Fernando Verdasco \| 3 6 \| 6 3 \| 5 7 \| \| \| 3 \| \| Jarmila Gajdošová / Lleyton Hewitt Anabel Medina Garrigues / Fernando Verdasco \| 6 3 \| 3 6 \| [9] [11] \| \| |                                                                                           |                                                                                           |          |     |          |  |
| |                                                                                           |                                                                                           | 1        | 2   | 3        |  |
| 1 | Australia (bandiera) · Spagna (bandiera)                                                  | Jarmila Gajdošová Anabel Medina Garrigues                                                 | 6 3      | 3 6 | 6 3      |  |
| 2 | Australia (bandiera) · Spagna (bandiera)                                                  | Lleyton Hewitt Fernando Verdasco                                                          | 3 6      | 6 3 | 5 7      |  |
| 3 | Australia (bandiera) · Spagna (bandiera)                                                  | Jarmila Gajdošová / Lleyton Hewitt Anabel Medina Garrigues / Fernando Verdasco            | 6 3      | 3 6 | [9] [11] |  |

### Spagna vs. Cina
| Spagna 2 | Burswood Entertainment Complex, Perth 3 gennaio, 2012, 9:30 AWST (UTC+8) Cemento indoor | Burswood Entertainment Complex, Perth 3 gennaio, 2012, 9:30 AWST (UTC+8) Cemento indoor | Cina 1 |     |   |  |
| \| \| \| \| 1 \| 2 \| 3 \| \| \| - \| \| --------------------------------------------------------- \| --- \| --- \| - \| \| \| 1 \| \| Anabel Medina Garrigues Li Na \| 3 6 \| 1 6 \| \| \| \| 2 \| \| Fernando Verdasco Wu Di \| 6 3 \| 6 4 \| \| \| \| 3 \| \| Anabel Medina Garrigues / Fernando Verdasco Li Na / Wu Di \| 6 0 \| 6 2 \| \| \| |                                                                                         |                                                                                         |        |     |   |  |
| |                                                                                         |                                                                                         | 1      | 2   | 3 |  |
| 1 | Spagna (bandiera) · Cina (bandiera)                                                     | Anabel Medina Garrigues Li Na                                                           | 3 6    | 1 6 |   |  |
| 2 | Spagna (bandiera) · Cina (bandiera)                                                     | Fernando Verdasco Wu Di                                                                 | 6 3    | 6 4 |   |  |
| 3 | Spagna (bandiera) · Cina (bandiera)                                                     | Anabel Medina Garrigues / Fernando Verdasco Li Na / Wu Di                               | 6 0    | 6 2 |   |  |

### Australia vs. Francia
| Australia 0 | Burswood Entertainment Complex, Perth 3 gennaio, 2012, 17:00 AWST (UTC+8) Cemento indoor | Burswood Entertainment Complex, Perth 3 gennaio, 2012, 17:00 AWST (UTC+8) Cemento indoor | Francia 3 |     |     |  |
| \| \| \| \| 1 \| 2 \| 3 \| \| \| - \| \| ------------------------------------------------------------------- \| --- \| --- \| --- \| \| \| 1 \| \| Jarmila Gajdošová Marion Bartoli \| 0 6 \| 0 6 \| \| \| \| 2 \| \| Lleyton Hewitt Richard Gasquet \| 2 6 \| 7 5 \| 1 6 \| \| \| 3 \| \| Jarmila Gajdošová / Lleyton Hewitt Marion Bartoli / Richard Gasquet \| 3 6 \| 4 6 \| \| \| |                                                                                          |                                                                                          |           |     |     |  |
| |                                                                                          |                                                                                          | 1         | 2   | 3   |  |
| 1 | Australia (bandiera) · Francia (bandiera)                                                | Jarmila Gajdošová Marion Bartoli                                                         | 0 6       | 0 6 |     |  |
| 2 | Australia (bandiera) · Francia (bandiera)                                                | Lleyton Hewitt Richard Gasquet                                                           | 2 6       | 7 5 | 1 6 |  |
| 3 | Australia (bandiera) · Francia (bandiera)                                                | Jarmila Gajdošová / Lleyton Hewitt Marion Bartoli / Richard Gasquet                      | 3 6       | 4 6 |     |  |

### Australia vs. Cina
| Australia 2 | Burswood Entertainment Complex, Perth 5 gennaio, 2012, 13:00 AWST (UTC+8) Cemento indoor | Burswood Entertainment Complex, Perth 5 gennaio, 2012, 13:00 AWST (UTC+8) Cemento indoor | Cina 1 |     |   |  |
| \| \| \| \| 1 \| 2 \| 3 \| \| \| - \| \| ------------------------------------------------ \| --- \| --- \| - \| \| \| 1 \| \| Jarmila Gajdošová Li Na \| 3 6 \| 2 6 \| \| \| \| 2 \| \| Lleyton Hewitt Wu Di \| 6 4 \| 7 5 \| \| \| \| 3 \| \| Jarmila Gajdošová / Lleyton Hewitt Li Na / Wu Di \| 8 5 \| \| \| \| |                                                                                          |                                                                                          |        |     |   |  |
| |                                                                                          |                                                                                          | 1      | 2   | 3 |  |
| 1 | Australia (bandiera) · Cina (bandiera)                                                   | Jarmila Gajdošová Li Na                                                                  | 3 6    | 2 6 |   |  |
| 2 | Australia (bandiera) · Cina (bandiera)                                                   | Lleyton Hewitt Wu Di                                                                     | 6 4    | 7 5 |   |  |
| 3 | Australia (bandiera) · Cina (bandiera)                                                   | Jarmila Gajdošová / Lleyton Hewitt Li Na / Wu Di                                         | 8 5    |     |   |  |

### Francia vs. Spagna
| Francia 2 | Burswood Entertainment Complex, Perth 5 gennaio 2012, 13:00 AWST (UTC+8) Cemento indoor | Burswood Entertainment Complex, Perth 5 gennaio 2012, 13:00 AWST (UTC+8) Cemento indoor | Spagna 0 |     |   |             |
| \| \| \| \| 1 \| 2 \| 3 \| \| \| - \| \| ---------------------------------------------------------------------------- \| --- \| --- \| - \| ----------- \| \| 1 \| \| Marion Bartoli Anabel Medina Garrigues \| 6 2 \| 6 4 \| \| \| \| 2 \| \| Richard Gasquet Fernando Verdasco \| 6 2 \| 6 4 \| \| \| \| 3 \| \| Marion Bartoli / Richard Gasquet Anabel Medina Garrigues / Fernando Verdasco \| \| \| \| non giocato \| |                                                                                         |                                                                                         |          |     |   |             |
| |                                                                                         |                                                                                         | 1        | 2   | 3 |             |
| 1 | Francia (bandiera) · Spagna (bandiera)                                                  | Marion Bartoli Anabel Medina Garrigues                                                  | 6 2      | 6 4 |   |             |
| 2 | Francia (bandiera) · Spagna (bandiera)                                                  | Richard Gasquet Fernando Verdasco                                                       | 6 2      | 6 4 |   |             |
| 3 | Francia (bandiera) · Spagna (bandiera)                                                  | Marion Bartoli / Richard Gasquet Anabel Medina Garrigues / Fernando Verdasco            |          |     |   | non giocato |

## Finale
| Rep. Ceca 2 | Burswood Entertainment Complex, Perth 7 gennaio 2012, 15:00 AWST (UTC+8) Cemento indoor | Burswood Entertainment Complex, Perth 7 gennaio 2012, 15:00 AWST (UTC+8) Cemento indoor | Francia 0 |     |   |             |
| \| \| \| \| 1 \| 2 \| 3 \| \| \| - \| \| -------------------------------------------------------------- \| --- \| --- \| - \| ----------- \| \| 1 \| \| Petra Kvitová Marion Bartoli \| 7 5 \| 6 1 \| \| \| \| 2 \| \| Tomáš Berdych Richard Gasquet \| 7 6 \| 6 4 \| \| \| \| 3 \| \| Petra Kvitová / Tomáš Berdych Marion Bartoli / Richard Gasquet \| \| \| \| non giocato \| |                                                                                         |                                                                                         |           |     |   |             |
| |                                                                                         |                                                                                         | 1         | 2   | 3 |             |
| 1 | Rep. Ceca (bandiera) · Francia (bandiera)                                               | Petra Kvitová Marion Bartoli                                                            | 7 5       | 6 1 |   |             |
| 2 | Rep. Ceca (bandiera) · Francia (bandiera)                                               | Tomáš Berdych Richard Gasquet                                                           | 7 6       | 6 4 |   |             |
| 3 | Rep. Ceca (bandiera) · Francia (bandiera)                                               | Petra Kvitová / Tomáš Berdych Marion Bartoli / Richard Gasquet                          |           |     |   | non giocato |

## Campione
| Vincitori della Hopman Cup 2012 |
| ------------------------------- |
| Repubblica Ceca (2º titolo)     |